# Шабалино (Свердловская область)
Шабалино — деревня в Тавдинском городском округе Свердловской области России.

## Географическое положение
Деревня Шабалино муниципального образования «Тавдинском городском округе» Свердловской области расположена в 35 километрах (по автотрассе в 44 километрах) к юго-востоку от города Тавда, на правом берегу реки Тавда). В окрестностях деревни, в 3 километрах проходит автотрасса Тавда – Тюмень.

## Население
| 2002 | 2010 | 2021 |
| ---- | ---- | ---- |
| 87   | ↘37  | ↘26  |